# Marcial Sánchez
Marcial Sánchez de Egea (Calasparra, Murcia, 24 de marzo de 1929-Las Palmas de Gran Canaria, 20 de septiembre de 2022) fue un futbolista, pintor y escritor español, que se desempeñaba como defensa.

## Biografía
Tras su retirada se estableció en Las Palmas de Gran Canaria donde practicó la pintura y la literatura, escribiendo un libro de memorias titulado "Relatos vestido de amarillo".

## Clubes
| Club              | País   | Año       |
| ----------------- | ------ | --------- |
| Real Murcia C. F. | España | 1952-1954 |
| U. D. Las Palmas  | España | 1954-1960 |